# Классика — Наленчув
Классика — Наленчув (пол. Klasyczny-Naleczow) — шоссейная однодневная велогонка, прошедшая по территории Польши в 2008 году.

## История
Гонка прошла единственный раз в конце марта 2008 года в рамках Женского мирового шоссейного календаря UCI.
Маршрут гонки проходил в Люблинском воеводстве в окрестностях города Наленчува. Протяжённость дистанции составила 120 км.
Победительницей стала полька Катажина Барчик.

## Призёры
| Год  | Победитель      | Второй            | Третий              |
| ---- | --------------- | ----------------- | ------------------- |
| 2008 | Катажина Барчик | Магдалена Пиргиес | Магдалена Замольска |